# Аланта (волейбольний клуб)
Аланта — жіночий волейбольний клуб з Дніпра. Заснований у 2018 році.

## Перша ліга
В дебютному сезоні «Аланта» зайняла друге місце у першій лізі. Очолював команду Павло Мановський.
Склад команди у сезоні 2018/19:
| Позиція             | Волейболістки                                                                         |
| ------------------- | ------------------------------------------------------------------------------------- |
| Пасуюча             | Наталія Васильченко                                                                   |
| Діагональні         | Дарія Юферова, Поліна Кочеткова                                                       |
| Догравальні         | Юлія Литвиненко, Анна Селіна, Дарія Перетятько, Катерина Кошелєва, Валерія Дзіховська |
| Центральні блокуючі | Катерина Волченко, Вікторія Мосціцька, Влада Яворська                                 |
| Ліберо              | Катерина Васильєва, Каріна Стеценко, Вікторія Петренко                                |

## Вища ліга
Наступного сезону стала переможцем вищої ліги і здобула путівку до суперліги. Головний тренер — Ольга Попович.
Склад команди у сезоні 2019/20:
| Позиція             | Волейболістки                                                                                 |
| ------------------- | --------------------------------------------------------------------------------------------- |
| Пасуючі             | Наталія Васильченко, Ольга Леженкіна                                                          |
| Діагональні         | Валерія Соболь, Поліна Кочеткова                                                              |
| Догравальні         | Юлія Литвиненко, Дарія Перетятько, Євгенія Мітяніна, Катерина Дубова, Олена Козиряцька-Середа |
| Центральні блокуючі | Катерина Волченко, Вікторія Мосціцька, Влада Яворська                                         |
| Ліберо              | Катерина Васильєва, Вікторія Петренко                                                         |

## Суперліга 2020/21
Склад команди у сезоні 2020/21:
| Позиція             | Волейболістки                                         |
| ------------------- | ----------------------------------------------------- |
| Пасуючі             | Вікторія Олійник, Ольга Леженкіна                     |
| Діагональні         | Валерія Соболь, Поліна Кочеткова, Ніколь Мчедлішвілі  |
| Догравальні         | Юлія Литвиненко, Дарія Перетятько, Євгенія Баєва      |
| Центральні блокуючі | Катерина Волченко, Вікторія Мосціцька, Влада Яворська |
| Ліберо              | Катерина Васильєва, Варвара Букацелі                  |

## Суперліга 2021/22
Склад команди у сезоні 2021/22:
| Позиція             | Волейболістки                                                                    |
| ------------------- | -------------------------------------------------------------------------------- |
| Пасуючі             | Вікторія Олійник, Дар'я Великоконь                                               |
| Діагональна         | Поліна Кочеткова                                                                 |
| Догравальні         | Юлія Литвиненко, Валерія Нудьга, Олена Леоненко, Оксана Яковчук, Катерина Дубова |
| Центральні блокуючі | Таїсія Хорольська, Влада Яворська, Марина Гулько, Марія Лозінська                |
| Ліберо              | Катерина Васильєва, Варвара Букацелі                                             |

## Суперліга 2022/23
Перед початком сезону була створена Професіональна волейбольна ліга України (ПВЛУ), яка почала проводити змагання у Суперлізі. До «Аланти» з запорізької «Орбіти», яка відмовилася від участі в чемпіонаті, перейшов головний тренер Гарій Єгіазаров і декілька спортсменок. З минулорічного складу залишилася ліберо Варвара Букацелі і центральна блокуюча Марія Лозінська.
У грудні 2022 року пройшов розіграш Кубка ліги. У фіналі дніпрянки перемогли лідера чемпіонату «Добродій-Медуніверситет-ШВСМ» у трьох сетах. У вирішальному матчі грали: Лідія Лучко, Станіслава Парфьонова, Аліка Луценко, Катерина Сільченкова, Марія Лозінська, Варвара Букацелі, Марія Проценко, Юлія Камінська, Катерина Дзендзеловська.
Регулярний чемпіонат команда завершила на другій позиції, з відставанням від першого місця в одне очко. У півфіналі поступилися СК «Прометей», який наприкінці сезону відмовився від участі в чемпіонаті Чехії і грав основним складом.
Склад команди у сезоні 2022/23:
| Позиція             | Волейболістки                                                                   |
| ------------------- | ------------------------------------------------------------------------------- |
| Пасуючі             | Станіслава Парфьонова, Катерина Гужва                                           |
| Діагональні         | Марія Проценко, Олександра Колесникова                                          |
| Догравальні         | Катерина Сільченкова, Валерія Дорогань, Юлія Камінська, Катерина Дзендзеловська |
| Центральні блокуючі | Лідія Лучко (), Марія Лозінська, Стефанія Куликова, Вікторія Горб               |
| Ліберо              | Аліка Луценко, Варвара Букацелі                                                 |

## Суперліга 2023/24
У сезоні 2023/2024:
| Номер | Прізвище, Ім'я          | Позиція               | Зріст, см | Рік народження | Висота атаки | Висота блоку |
| ----- | ----------------------- | --------------------- | --------- | -------------- | ------------ | ------------ |
| 1     | Марта Федик             | догравальний          | 180       | 2002           |              |              |
| 2     | Лідія Лучко ()          | центральний блокуючий | 183       | 1986           | 300          | 280          |
| 3     | Станіслава Парфьонова   | пасуючий              | 181       | 1998           | 280          | 260          |
| 4     | Аліка Луценко           | ліберо                | 176       | 2003           |              |              |
| 5     | Богдана Грицик          | догравальний          | 180       | 2006           |              |              |
| 7     | Марія Лозінська         | центральний блокуючий | 184       | 1996           | 280          | 260          |
| 10    | Марія Проценко          | діагональний          | 179       | 2001           |              |              |
| 11    | Юлія Камінська          | догравальний          | 177       | 1996           |              |              |
| 12    | Катерина Дзендзеловська | догравальний          | 184       | 2004           |              |              |
| 13    | Валерія Кравченко       | діагональний          | 187       | 2006           |              |              |
| 14    | Аріна Бойко             | ліберо                | 173       | 2003           |              |              |
| 16    | Ксенія Пугач            | центральний блокуючий | 183       | 1998           |              |              |
| 21    | Вікторія Дабека         | пасуючий              | 174       | 2000           |              |              |

- Головний тренер — Гарій Єгіазаров
- Тренери: Олена Козиряцька-Середа, Дмитро Василевський.

## Досягнення
- Володар Кубка ліги (1): 2022

## Статистика
Найрезультативніші спортсменки (по кількості набраних очок протягом сезону):
| Сезон   | Волейболістка      | Турнір    | Ігри | Сети | Очки | Ср.  | Примітки |
| ------- | ------------------ | --------- | ---- | ---- | ---- | ---- | -------- |
| 2019-20 | Вікторія Мосціцька | Вища ліга | 14   | 45   | 165  | 3,67 |          |
| 2020-21 | Вікторія Мосціцька | Суперліга | 24   | 82   | 242  | 2,95 |          |
| 2021-22 | Валерія Нудьга     | Суперліга | 18   | 60   | 247  | 4,12 |          |
| 2022-23 | Юлія Камінська     | Суперліга | 22   | 70   | 263  | 3,76 |          |
| 2023-24 | Марта Федик        | Суперліга |      |      | 227  | ,    |          |

Найрезультативніші спортсменки (сумарні показники в Суперлізі):
| № | Волейболістка   | Ігри | Сети | Очки | Ср. | Примітки |
| - | --------------- | ---- | ---- | ---- | --- | -------- |
| 1 | Юлія Камінська  |      |      | 460  | ,   |          |
| 2 | Марія Проценко  |      |      | 451  | ,   |          |
| 3 | Юлія Литвиненко |      |      | 332  | ,   |          |
| 4 | Марія Лозінська |      |      | 297  | ,   |          |
| 5 | Лідія Лучко     |      |      | 294  | ,   |          |